# Oettinger Brauerei
De Oettinger Brauerei GmbH is een Duitse brouwerijgroep met hoofdvestiging in Oettingen in Bayern en twee brouwerijen in Mönchengladbach en Braunschweig. Met een productie van 9,8 miljoen hectoliter en circa 1150 medewerkers is het de tweede grootste brouwerijgroep van Duitsland en staat de groep op de 27ste plaats wereldwijd (2019).

## Geschiedenis
Het ontstaan van het Fürstliche Brauhaus zu Oettingen kan gedateerd worden in het jaar 1731. Deze brouwerij werd in 1956 overgenomen door Otto en Gunther Kollmar en onder leiding van Gunther Kollmar (1937-2013) omgevormd tot de Oettinger Brauerei GmbH. De brouwerij volgde vanaf de jaren 1970 een nieuwe ondernemingsstrategie bij de opkomst van de warenhuisketens. Kollmar specialiseerde zich in het leveren van laaggeprijsde bieren rechtstreeks aan de supermarkten. Vanaf begin jaren 1990 volgde een grote modernisering om de productiviteit op te voeren. Op initiatief van Günther Kollmar begon het bedrijf rechtstreeks te leveren aan de kleinhandel zonder  tussenkomst van de groothandel. De brouwerij levert rechtstreeks aan supermarkten, drankwinkels en benzinestations. Dirk Kollmar volgde zijn vader op en leidde de brouwerij tot aan zijn onverwacht overlijden in 2014.
Het Oettingerbier wordt onder licentie gebrouwen sinds 2008 in de Russische brouwerij Moskowskaja Piwowarennaja Kompanija in Mytisjtsji en sinds 2011 in de Wit-Russische brouwerij Kriniza in Minsk en de Oekraïense brouwerij Piwo-besalkogolnij kombinatin in Radomyschl.
Op 1 augustus 2009 nam Brauerei Oettinger van de Carlsberggroep de Brauerei Feldschlößchen over in Braunschweig en hernoemde deze naar Brauerei Braunschweig, daarna werden de Oost-Duitse brouwerijen in Pritzwalk, Dessow (beiden in 2009) en Schwerin (2011) gesloten.
In 2022 werd de brouwerij in Gotha, die Oettinger in 1991 overnam van de VEB Brauerei, overgenomen door Paulaner.

## Producten
Exclusief bieren voor supermarktketens zoals Lidl, Aldi en andere.

### Bieren
- Oettinger, tot 2013 het best verkochte biermerk in Duitsland en sindsdien op de tweede plaats.[3]
- Petermännchen
- 5,0 Original
- Adler

### Frisdranken
- Glorietta